# Richmond (Rhode Island)
Richmond é uma vila localizada no estado americano de Rhode Island, no condado de Washington. Foi fundada em 1669 e incorporada de 1747.

## Geografia
De acordo com o United States Census Bureau, a vila tem uma área de 105,5 km², onde 104,3 km² estão cobertos por terra e 1,1 km² por água.

## Demografia
Segundo o censo nacional de 2010, a sua população é de 7 708 habitantes e sua densidade populacional é de 73,87 hab/km². Possui 2 952 residências, que resulta em uma densidade de 28,29 residências/km².